# Ejidos de San Andrés Totoltepec
Ejidos de San Andrés Totoltepec är en ort i Mexiko.   Den ligger i kommunen Tlalpan och delstaten Distrito Federal, i den sydöstra delen av landet, 22 km sydväst om huvudstaden Mexico City. Ejidos de San Andrés Totoltepec ligger 2 912 meter över havet och antalet invånare är 139.
Terrängen runt Ejidos de San Andrés Totoltepec är bergig. Runt Ejidos de San Andrés Totoltepec är det mycket tätbefolkat, med 4 670 invånare per kvadratkilometer. Närmaste större samhälle är Álvaro Obregón, 12,0 km norr om Ejidos de San Andrés Totoltepec. Runt Ejidos de San Andrés Totoltepec är det i huvudsak tätbebyggt.